# Roberto Alessi
Roberto Alessi (Angera, 29 agosto 1953) è un giornalista italiano, direttore di Novella 2000.

## Biografia
In gioventù ha fatto il vetrinista e anche il modello. Poi è entrato nel mondo del giornalismo e nel 1995, insieme a Silvana Giacobini ha fondato in Arnoldo Mondadori Editore il settimanale Chi di cui è stato a lungo vicedirettore. Ha poi diretto, sempre per Mondadori, Star Tv nel 2005, e ha collaborato con testate come Il Giornale, Diva e donna, Gente, Oggi, Grand Hotel, Dipiù e Di Più Tv. Nel 2013 è diventato (per Prs editore e poi per Visibilia Editore) direttore di Novella 2000, incarico che conserva ancora, e contemporaneamente, per alcuni anni, è stato anche direttore di Visto. 
Opinionista in diverse trasmissioni Tv, in cui viene invitato come esperto di gossip e cronaca rosa, è sposato da molti anni con la stilista Elisabetta Guerrieri.

## Pubblicazioni
- Le lenzuola del potere (Armando Curcio editore, 2017)
- 100 anni di Novella 2000 (Morellini editore, 2020)
- Tentazioni & castighi. Il gossip è la prima forma di democrazia (Morellini editore, 2024)